# The Gist of the Gemini
The Gist of the Gemini is het vierde studioalbum van de Canadese zanger van Italiaanse afkomst Gino Vannelli. Het album werd in 1976 uitgebracht, en geproduceerd door Gino en zijn broer Joe Vannelli, in samenwerking met Geoff Emmerick.
De opnames werden gemaakt in de AIR Studios in Londen.
- Gino Vannelli - zang, piano op "Ugly Man", clavinet op "To The War" en "To The War (Reflection)"
- Joe Vannelli - akoestische en elektrische piano, clavinet, synthesizer
- John J. Mandell - pauken, percussie
- Richard Baker - orgel, synthesizer, bassynthesizer
- Graham Lear - drums
- Dido - congas, cuica, timbales
- Ross Vannelli - achtergrondzang, gitaar
- Jay Graydon - elektrische gitaar
- het John McCarthy Choir - zang op "Prelude To The War"

## Tracks
1. "Love of my life"
2. "Ugly Man"
3. "A New Fix for '76"
4. "Omens of Love"
5. "Fly into this night"
6. "War Suite"
  1. "Prelude to the War (instrumentaal)"
  2. "The Battle Cry (instrumentaal)"
  3. "To The War"
  4. "Carnal Question"
  5. "After the last Battle (instrumentaal)"
  6. "To the War (reflection)"
  7. "Summers of my life"

Nummers van Gino Vannelli